# SNS A/V Multiout
El SNS A/V Multiout es un conector multipin de salida de audio y vídeo usado en las consolas de Nintendo: Super Nintendo, Nintendo Super Famicom, Nintendo 64, Nintendo GameCube y la última edición de Nintendo Famicom y Nintendo Entertainment System.
A pesar de que el conector es físicamente igual en estas consolas el cable es diferente si se quiere obtener calidad RGB. Así pues, un cable para la GameCube no es válido para una SNES obteniéndose una imagen que se oscurece rápidamente hasta quedar la pantalla en negro.
```
       
*Conector hembra en la consola

 
             ________|¯|________
            /                   \
           /  
11 09 07 05 03 01
  \
          |  ___________________  |
          |                       |
           \  
12 10 08 06 04 02
  /
            \___________________/  
```

Nota: Algunos conectores no se emplean en consolas posteriores a la primera edición de la Super Nintendo para ahorrar costes de fabricación.

| Número de Pin | Nombre        | Función                                                        |
| ------------- | ------------- | -------------------------------------------------------------- |
| 1             | R             | Rojo (vídeo por componentes RGB)                               |
| 2             | G             | Verde (vídeo por componentes RGB)                              |
| 3             | C Sync / +12V | Sincronismo Compuesto (NTSC) / salida 12 V (PAL)               |
| 4             | B             | Azul (vídeo por componentes RGB)                               |
| 5             | GND           | Tierra                                                         |
| 6             | GND           | Tierra                                                         |
| 7             | Y             | Luminancia con sincronismos (S-Video)                          |
| 8             | C             | Crominancia (S-Video)                                          |
| 9             | CVBS          | Luminancia, crominancia y sincronismos (Video Compuesto)       |
| 10            | +5V           | Salida 5 V (CD)                                                |
| 11            | L+R           | Audio izquierdo (mono)                                         |
| 12            | L-R           | Audio diferenciación con izquierdo para obtener sonido estéreo |

- Datos: Q2880201